# برلت

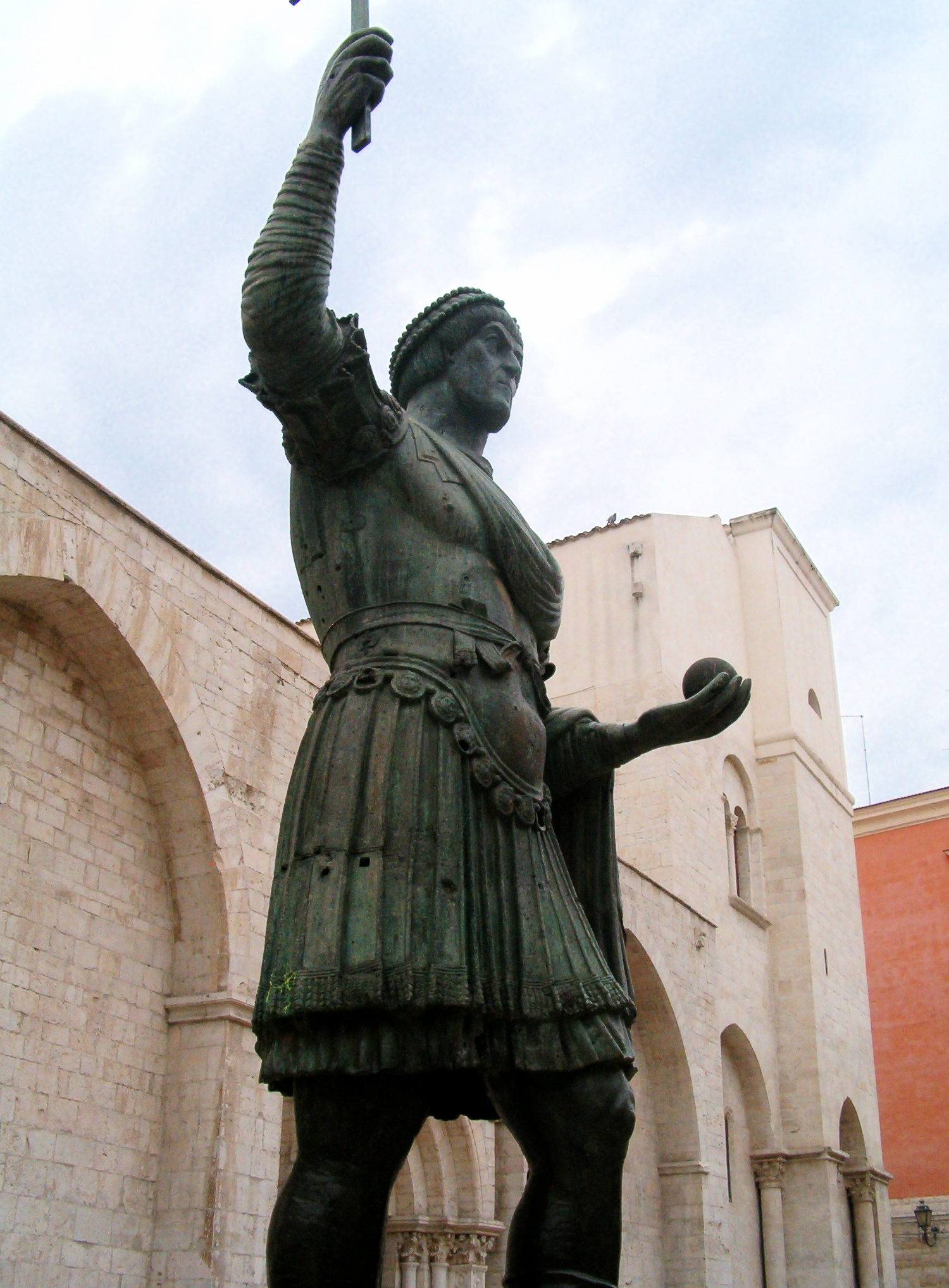
تمثال برلت

برلت أو بارليتا (بالإيطالية: Barletta)‏ مدينة جنوب إيطاليا على البحر الأدرياتي ضمن إقليم بولية في مقاطعة برلت أندرة طرانة، سكانها 93.104 نسمة، أشهر معالمها تمثال أثري برونزي ضخم يعرف بعملاق برلت Colosso di Barletta وهو لأحد الأباطرة البيزنطيين يعتقد أنه ثيودوسيوس الثاني، ويصل ارتفاعه إلى 4.5 متر.
قال فيها الادريسي: "واطرانة مدينة متوسطة لها سور وبها سوق مشهودة ومنها إلى برلت ستة أميال على الساحل ويقابل مدينة برلت في البرية مدينة تسمى أندرة وهي مدينة كبيرة عامرة ومنها إلى البحر تسعة أميال."

## السكان
في سنة 1861 بلغ عدد السكان 27٬304 نسمة، وتطور العدد ليصل في سنة 2011 لـ 94٬239 نسمة.
يظهر هذا المخطط البياني تطور النمو السكاني لـ برلت

## الجغرافيا
تقع برلت على ساحل البحر الادرياتيكي حيث شاطئ صخري مغطي برمال نهر أوفانتو، ويشكل النهر الحدود مع مقاطعة فودجا ويؤثر دائما في الانشطة الزراعية في المنطقة، والنهر يمر بمنطقة مورجا إلى سهل تافولييري الخصيب الذي يبدأ في برلت.
تقع برلت في الجنوب الغربي لخليج مانفريدونيا وامام من رأس غارغانو البرى داخل البحر. حدودها تشمل : ساحل البحر الادرياتيكي إلى الشرق ؛ تراني 12 كيلومترا إلى الجنوب الشرقي ؛ كانوزا 22 كيلومترا إلى الجنوب الغربي ؛ مصب النهر أوفانتو 5 كم إلى الشمال الغربي ؛ وبلدة مارغريتا 13 كلم إلى الشمال. وهي تقع في سهل منخفض الذي يتفاوت ارتفاعه من 10 إلى 15 مترا فوق مستوى سطح البحر.

## التاريخ
تعود آثار أصول برلت إلى القرن الثالث قبل الميلاد عندما كانت تحمل اسم باردولوس Bardulos، وكانت ميناء كانوزا خلال العصر الروماني، ازدهرت في العصور الوسطى كقلعة نورمانية، بيد أنها بلغت أوجها في عصر آل أنجوو.
في بداية القرن السادس عشر خلال الحرب بين القوات الفرنسية والإسبانية كانت المدينة مسرحا للانتصار التاريخي لثلاثة عشر فارسا إيطاليا بقيادة إتوري فييراموسكا على متحديهم الفرنسيين في ما أصبح يعرف باسم معركة تحدي برلت (13 فبراير 1503). ضمن أراضي برلت يوجد موقع أثري لمعركة كاني الشهيرة بين القرطاجيين والرومان بقيادة الجنرال حنبعل. المدينة أحد الميدالية الذهبية للالبساله العسكرية وآخر للالشجاعه المدنية، لمقاومه الاحتلال النازي خلال الحرب العالمية الثانية..
كانت المدينة عاصمة لمنطقة ومقر الولاية السفلى لمدة 120 سنة بين عامي 1806 و1927.
خلال الحرب العالمية الثانية كانت المدينة موقع أول عملية للمقاومة الإيطالية ضد القوات النازية، مما جعلها تكسب الميدالية الذهبية العسكرية للشجاعه والاستحقاق المدني. 

## الاقتصاد
برلت مدينة زراعية وصناعية بحتة، فتنتشر بها بساتين العنب والزيتون وهي أكثر المحاصيل. جهاز الصناعة متطور مع وجود عدد من صناعات مثل الاحذية ومصانع النسيج. وفي النهاية يعود هذا قطاع الاقتصادي المتواضع للمدينة.
1. ↑  "Superficie di Comuni Province e Regioni italiane al 9 ottobre 2011" (بالإيطالية). Istituto nazionale di statistica. Retrieved 2019-03-16.
2. ↑   https://demo.istat.it/?l=it. {{استشهاد ويب}}: |url= بحاجة لعنوان (مساعدة) والوسيط |title= غير موجود أو فارغ (من ويكي بيانات) (مساعدة)
3. ↑  GeoNames (بالإنجليزية), 2005, QID:Q830106
4. 1 2  الإدريسي (1154)، نزهة المشتاق في اختراق الآفاق، ص. 764، QID:Q1089336
5. ↑  بيانات من موقع ISTAT - Istituto nazionale di statistica (ISTAT);  اطلع عليه بتاريخ 28-12-2012. نسخة محفوظة 28 يوليو 2019 على موقع واي باك مشين.